# Anthidium rubricans
Anthidium rubricans är en biart som beskrevs av Pasteels 1984. Anthidium rubricans ingår i släktet ullbin, och familjen buksamlarbin. Inga underarter finns listade i Catalogue of Life.